# Tråvad
Tråvad – miejscowość (tätort) w Szwecji, w regionie administracyjnym (län) Västra Götaland, w gminie Vara.
Według danych Szwedzkiego Urzędu Statystycznego liczba ludności wyniosła: 451 (31 grudnia 2015), 491 (31 grudnia 2018) i 476 (31 grudnia 2019).